# 14 Herculis c
14 Herculis c je egzoplanet na procijenjenoj udaljenosti od 59 svjetlosnih godina, u orbiti zvijezde 14 Herculis iz zviježđa Herkul.